# Mariä Himmelfahrt (Preisenberg)

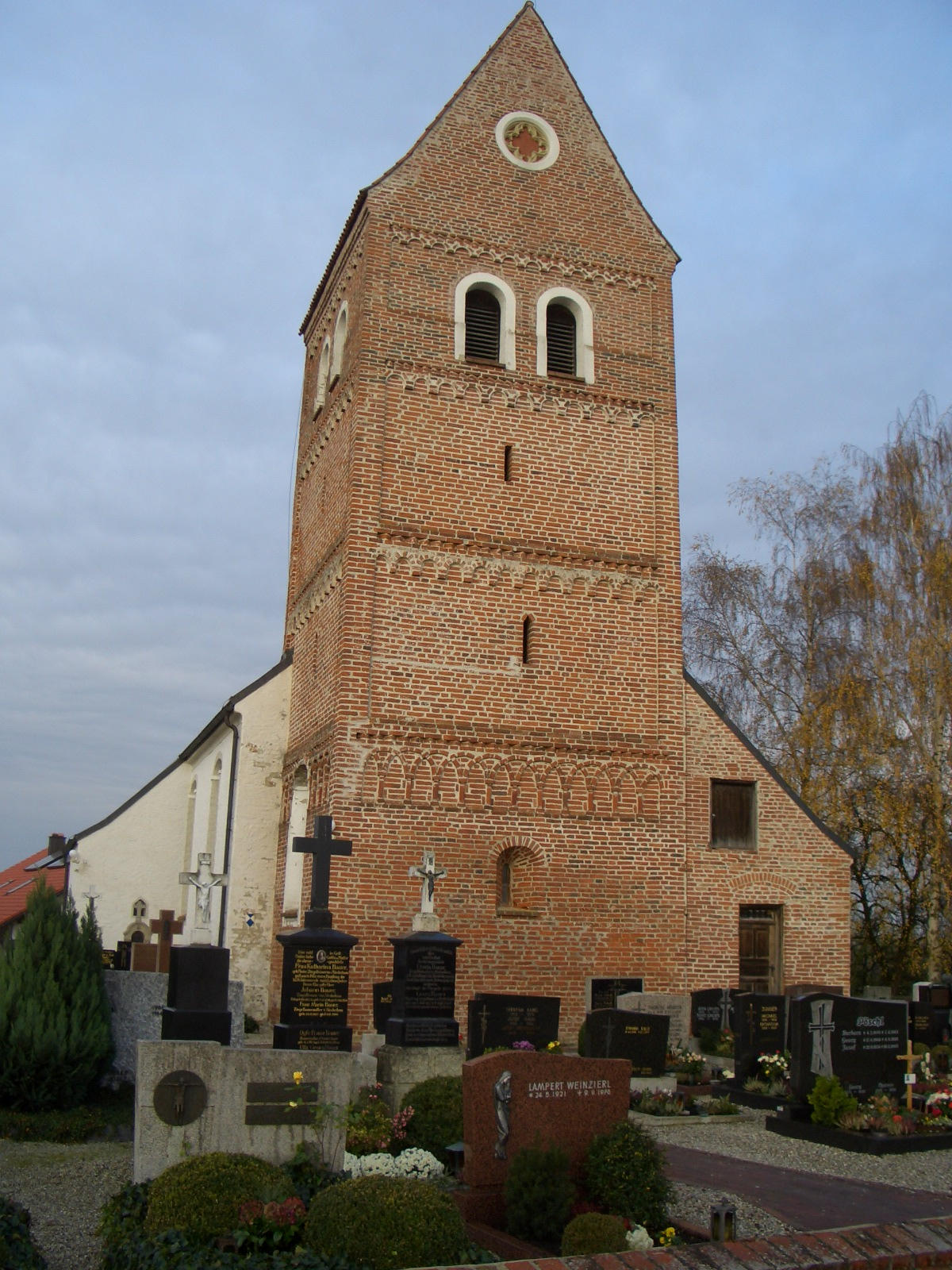
Außenansicht der Filialkirche Mariä Himmelfahrt von Osten

Die römisch-katholische Filialkirche Mariä Himmelfahrt in Preisenberg, einem Ortsteil der Gemeinde Kumhausen im niederbayerischen Landkreis Landshut, ist eine spätromanische Chorturmkirche aus dem frühen 13. Jahrhundert, welche im 15. Jahrhundert im spätgotischen Stil nach Westen erweitert wurde. Im Jahr 1788 erfolgte eine sanfte Umgestaltung im Barockstil. Mariä Himmelfahrt, eine Filialkirche der Pfarrei St. Petrus in Grammelkam, ist als Baudenkmal mit der Nummer D-2-74-146-17 beim Bayerischen Landesamt für Denkmalpflege eingetragen.

## Geschichte
Während die Ortschaft Preisenberg bereits im Jahr 842 erstmals urkundlich erwähnt wird, ist eine Kirche etwa seit dem Jahr 1000 während der Amtszeit von Bischof Gottschalk von Freising belegt. Wohl aber besitzt die heutige Kirche einen Vorgängerbau an gleicher Stelle, der vermutlich bereits zur Zeit der Christianisierung bzw. des heiligen Korbinian, des Gründers des Bistums Freising, errichtet wurde. Außerdem soll im Mittelalter Preisenberg der Pfarrsitz gewesen sein, bevor dieser nach Grammelkam übertragen wurde. Davon zeugen bis heute zahlreiche Priestergräber und das Feiern zahlreicher Kirchenfeste.
Der heutige Kirchenbau entstand im Wesentlichen im frühen 13. Jahrhundert. Eine Besonderheit dabei stellt der massige Chorturm dar: Bei Ausgrabungen zur alten Landshuter Martinskirche stellte man fest, dass sich beide Türme ungewöhnlich stark ähneln. Möglicherweise waren also in Preisenberg dieselben anspruchsvollen Bauherren tätig wie beim Vorgängerbau der heutigen Martinskirche. Darauf verweist auch die aufwändige Gestaltung des Turmes.
Das westliche Drittel des Kirchenschiffs geht auf eine Erweiterung aus dem 15. Jahrhundert im spätgotischen Stil zurück. Zur damaligen Zeit entstandenen auch das Chorgewölbe, der Chorbogen und das südliche Portal mit Vorhalle. Im Jahr 1788 wurde die Kirchenausstattung barockisiert. Im Zuge dieser Arbeiten wurden auch die Fensteröffnungen vergrößert. Nachdem die Barockausstattung in einem Gutachten aus dem Jahr 1895 als schlecht erhalten und wenig qualitätvoll beurteilt wurde, ersetzte man diese nur ein Jahr später durch eine einheitlich neugotische Einrichtung.

## Architektur
Der im Kern romanische Bau zeigt noch heute die einfache Form damaliger Dorfkirchen. An ein rechteckiges Langhaus ist auf der Ostseite ein massiger Turm über quadratischem Grundriss angebaut, der im Erdgeschoss den Altarraum enthält. Während die übrigen Fenster barock verändert wurden, hat sich an der Ostseite des Chorraums ein romanisches Rundbogenfenster in gefaster Laibung erhalten. Dieser ist gegenüber dem Langhaus leicht eingezogen. Nördlich ist eine jüngere Sakristei an den Turm angebaut. Während das spätgotische Südportal heute zugesetzt ist und die zugehörige Vorhalle das Kriegerdenkmal enthält, gelangt man nunmehr ausschließlich über das deutlich neuere Westportal, ebenfalls mit kleiner Vorhalle, in das Kircheninnere. Hier hat sich die Langhaus die ursprüngliche Flachdecke erhalten, während der Chorraum in spätgotischer Zeit ein Netzrippengewölbe ohne Schlusssteine erhielt. Die birnstabförmigen Rippen entspringen aus zwei profilierten Spitzkonsole und zwei Kopfkonsolen. Den Übergang zwischen beiden Baukörpern vermittelt ein spätgotischer, spitzer Chorbogen. Dieser ist auf beiden Seiten mit einer Hohlkehle zwischen zwei Fasen profiliert.
Während das sattelgedeckte Langhaus sich äußerlich recht schlicht präsentiert, beansprucht der massige, reich verzierte Turm das Hauptinteresse des Betrachters. Augenfällig ist die Geschossgliederung. Die unterste Geschoss, das den Chorraum enthält, wird nach oben hin von einem zierlichen, gestelzten Kreuzbogenfries begrenzt. Darüber befindet sich ein sogenanntes Deutsches Band. Die übrigen, nach oben hin kleiner werdenden Geschosse werden jeweils von einem Rundbogenfries auf Ecklisenen und dem Deutschen Band abgeschlossen. Die Friese werden dabei nach oben hin in ihrer Durchbildung immer einfacher. Im zweiten und dritten Geschoss befinden sich einfache Lichtschlitze, im obersten Geschoss zu jeder Seite hin zwei rundbogige Schallöffnungen. Darüber erhebt sich ein Satteldach, flankiert von zwei modern veränderten Dreiecksgiebeln. Der östliche Giebel enthält ein Rundfenster mit Rosette. Wie eine Fotografie vom Beginn des 20. Jahrhunderts belegt, befanden sich an deren Stelle Zinnengiebel, die erst Ende des 19. Jahrhunderts erneuert worden waren. Bezüglich des Turmes ergibt sich noch eine weitere Besonderheit: Bei archäologischen Grabungen wurde festgestellt, dass dieser eine starke Ähnlichkeit mit dem Turm der Vorgängerkirche der heutigen Martinskirche in Landshut aufweist.

### Maße
Anhand der Abmessungen ist erkennbar, dass es sich bei Mariä Himmelfahrt in Preisenberg um eine kleine romanische Wehrkirche handelt:
- Langhaus: 13,50 × 6,30 Meter
- Chor: 4,05 × 4,20 Meter
- Mauerstärke: ca. 1,20 Meter

## Ausstattung
Die neugotische Ausstattung wurde im Jahr 1896 von Schreiner Hirschauer und Maler Schlemmer aus Landshut geschaffen. Sie umfasst im Wesentlichen drei aufwändige gestaltete Schnitzaltäre mit zahlreichen Fialen, die jeweils drei Figuren enthalten. Im Hochaltar ist eine original gotische Marienfigur aus der Zeit um 1480 zu sehen. Diese trägt in ihrer rechten Hand ein Zepter, in ihrer Linken das im 19. Jahrhundert ergänzte Jesuskind. Diese Komposition wird von Figuren Johannes’ des Täufers und der heiligen Barbara flankiert. Der linke Seitenaltar enthält Figuren des heiligen Aloisius, der Mater Dolorosa und des heiligen Isidor. Am rechten Seitenaltar sind der heilige Sebastian, die heilige Katharina und die heilige Mutter Anna mit Maria dargestellt.
Die beiden Seitenaltäre wurden Mitte des 20. Jahrhunderts aus der Kirche entfernt, aber im Zuge von Renovierungsmaßnahmen in den 1980er Jahren wieder aufgestellt. Die ebenfalls neugotische Kanzel war dagegen verloren gegangen. Bei den angesprochenen Arbeiten wurden außerdem aus noch erhaltenen Teilen der Kommunionbank ein Volksaltar und ein Ambo gefertigt. In die Chorwand ist das  Relief einer Kreuzigungsgruppe mit Maria und dem „Lieblingsjünger“ Johannes aus dem 14. Jahrhundert eingelassen. Über dem Chorbogen befindet sich eine Figur des heiligen Michael. Die Seitenwand des Langhauses wird von einem großen Kruzifix geschmückt.

### Orgel
Die Orgel wurde um 1840 von Joseph Schweinacher aus Landshut geschaffen und 1985 von Ekkehard Simon aus Landshut restauriert. Das Schleifladeninstrument mit mechanischer Spiel- und Registertraktur umfasst sechs Register auf einem Manual und einem fest angekoppelten Pedal. Die Disposition lautet wie folgt:
| I Manual CDEFGA–c3 |       |
| Copel              | 8′    |
| Principal          | 4′    |
| Flauten            | 4′    |
| Octav              | 2′    |
| Mixtur             | 1 ⁄3′ |

| Pedal CDEFGA–a |     |
| Subbaß         | 16′ |

### Glocken
Der 1985 erneuerte Glockenstuhl im vierten Turmgeschoss enthält vier Glocken, die paarweise übereinander aufgehängt sind. Die älteste stammt aus der Zeit um 1400; die übrigen aus den Jahren 1683, 1950 und 1962. Die beiden älteren Glocken wurden im Januar 1942 zu Kriegszwecken beschlagnahmt, konnten aber nach dem Krieg unbeschadet nach Preisenberg zurückgeholt werden.